# Двигатель Nissan HR
Двигатели Nissan HR — бензиновые двигатели внутреннего сгорания производства Nissan. В семейство входят трёхцилиндровые двенадцатиклапанные и четырёхцилиндровые шестнадцатиклапанные двигатели. Также двигатели разрабатываются компанией Mercedes-Benz под индексом M282.

## 78 мм (2004 — настоящее время)
Двигатель HR с диаметром цилиндра 78 мм впервые был представлен на Nissan Tiida C11 в Японии в сентябре 2004 года. Выпускается как с тремя, так и с четырьмя цилиндрами. Большинство двигателей не оснащаются турбонаддувом. В сентябре 2006 года двигатель HR15DE был модернизирован, а с 25 декабря 2006 года он начал устанавиваться на Nissan Cube, Nissan Cube Cubic, Nissan Note, Nissan Tiida, Nissan Tiida Latio и Nissan Wingroad.

### Модификации
- HR10DE[2][3]
- HR12DE[4]
- HR14DET (Renault H4Jt)
- HR14DDe
- HR15DE (Renault H4K)
- HR16DE (Renault H4M)
- HR12DDR[5]

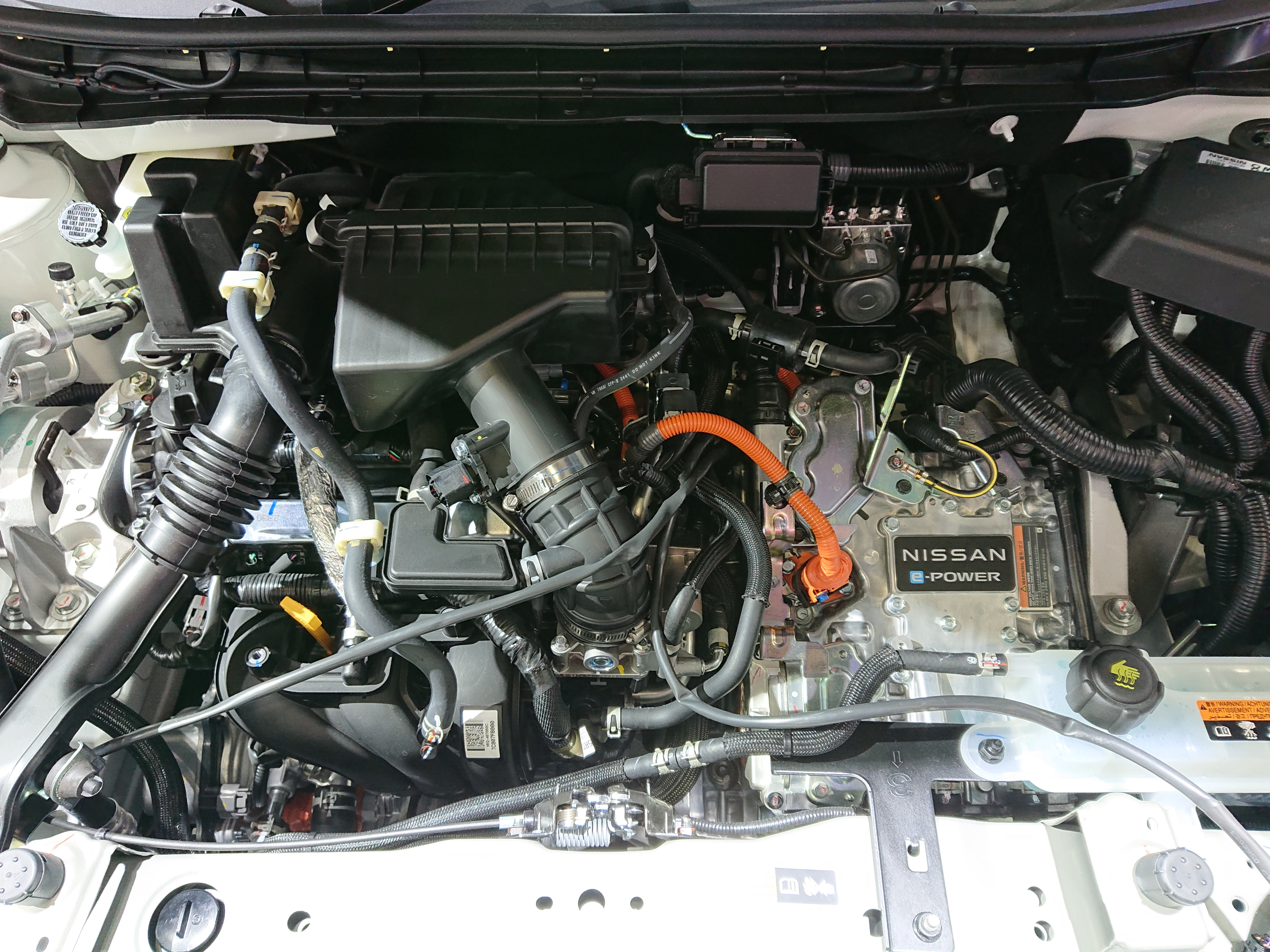
HR12DE на Nissan Kicks e-POWER
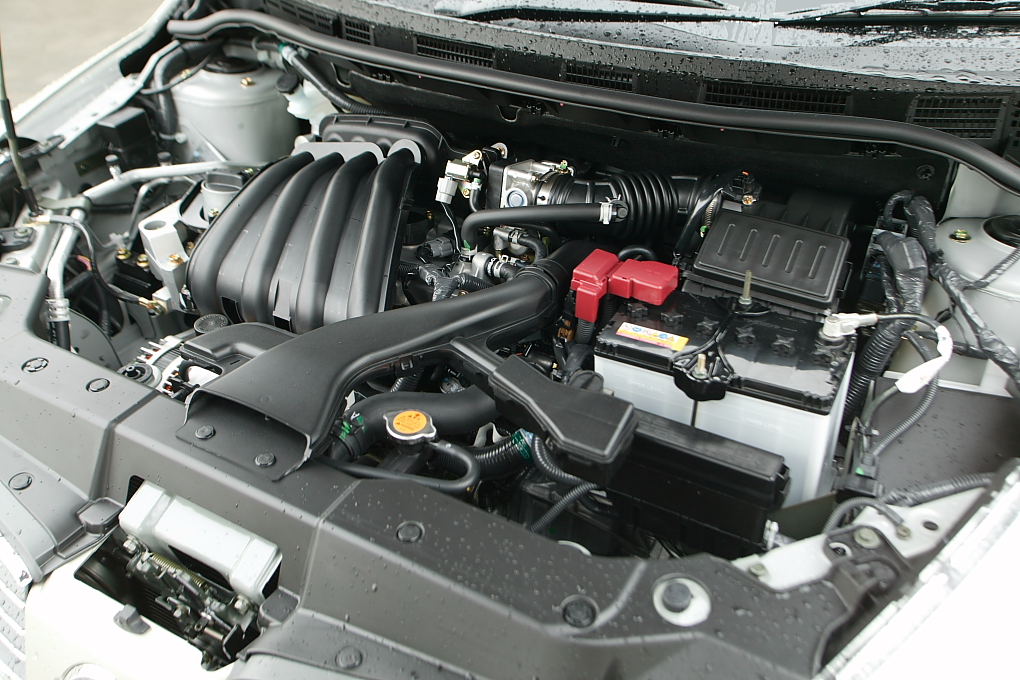
HR15DE на Nissan Tiida Latio
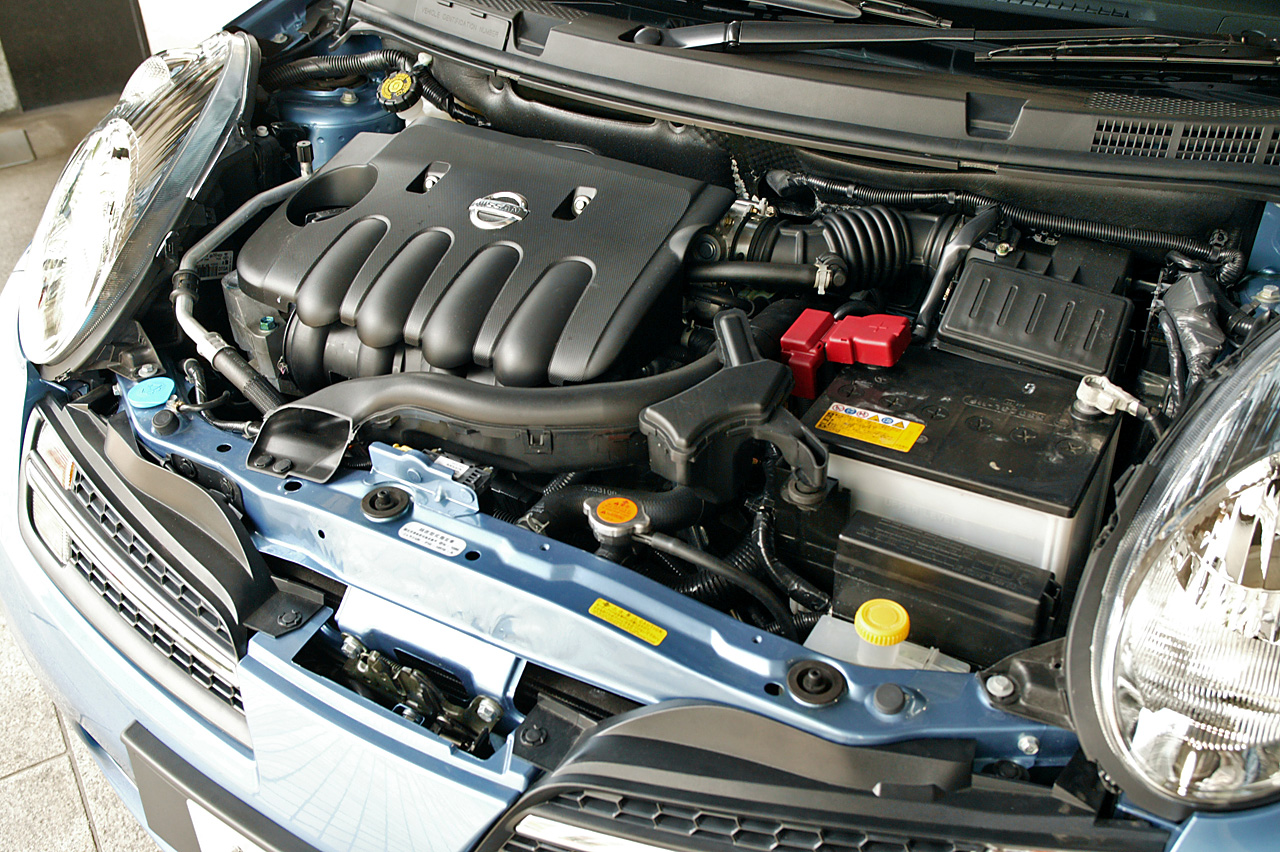
HR16DE на Micra C +C
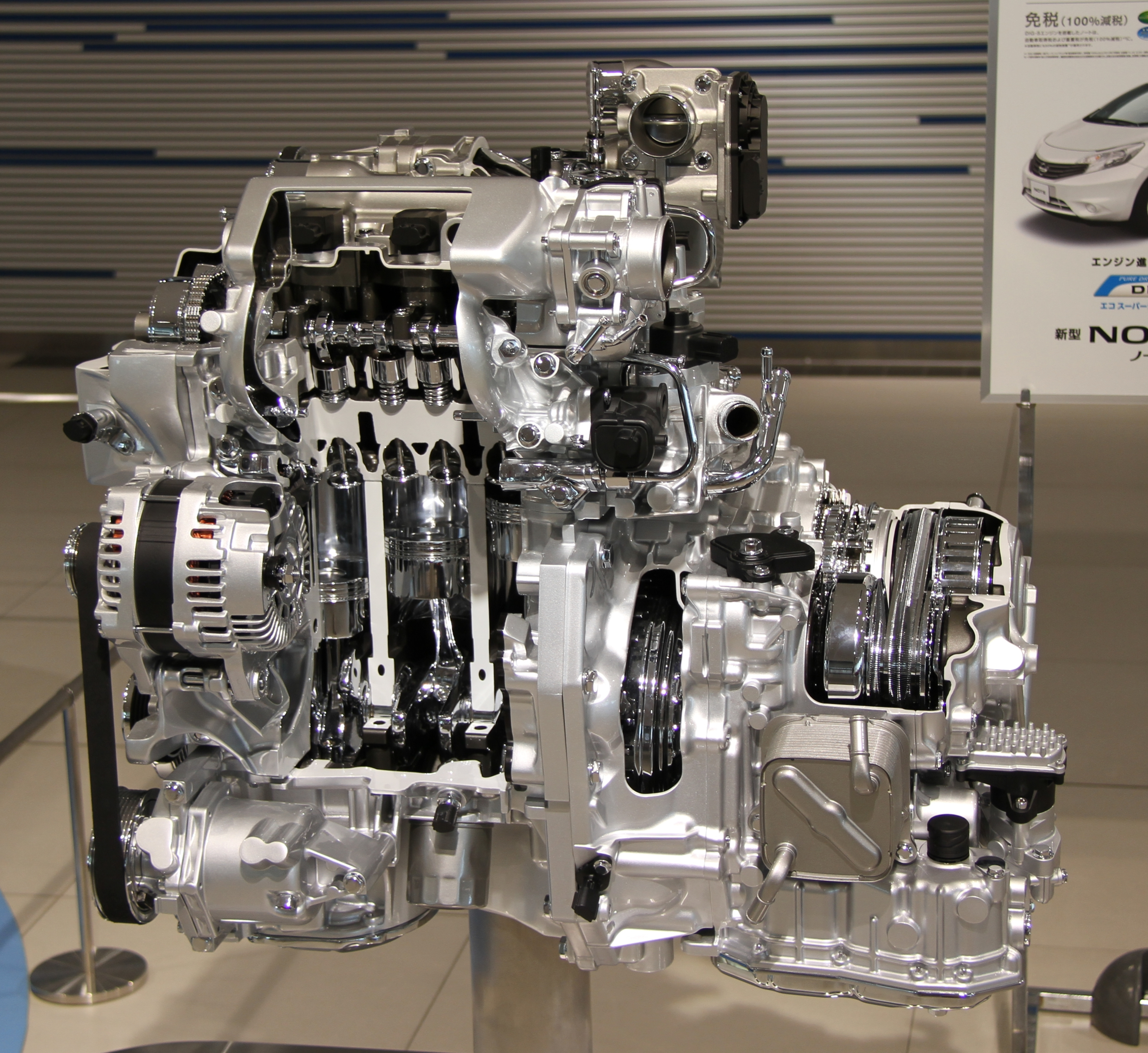
Nissan HR12DDR

## 75,5 мм (2022 — настоящее время)
Трёхцилиндровый двигатель HR с диаметром цилиндра 75,5 мм и непосредственным впрыском топлива выпускается с 2022 года. Единственная модификация — HR12DDV (Renault HR12). Устанавливается на Renault Austral, Renault Espace и Renault Rafale.

## 72,2 мм (2012 — настоящее время)
Двигатель HR с диаметром цилиндра 72,2 мм выпускается с 2012 года. Системой непосредственного впрыска топлива оснащаются все двигатели, кроме HR09DET, HR10DE и HR10DET.

### Модификации
- HR12DDT / HRA2 (Renault H5Ft)[6]
- HR10DE (Renault H4D)
- HR09DET (Renault H4Bt)
- HR13DDT (Renault H5Ht / Mercedes-Benz M282)
- HR10DET / HRA0 (Renault H4Dt)
- HR10DDT / HRA1 / Renault H5Dt[7]

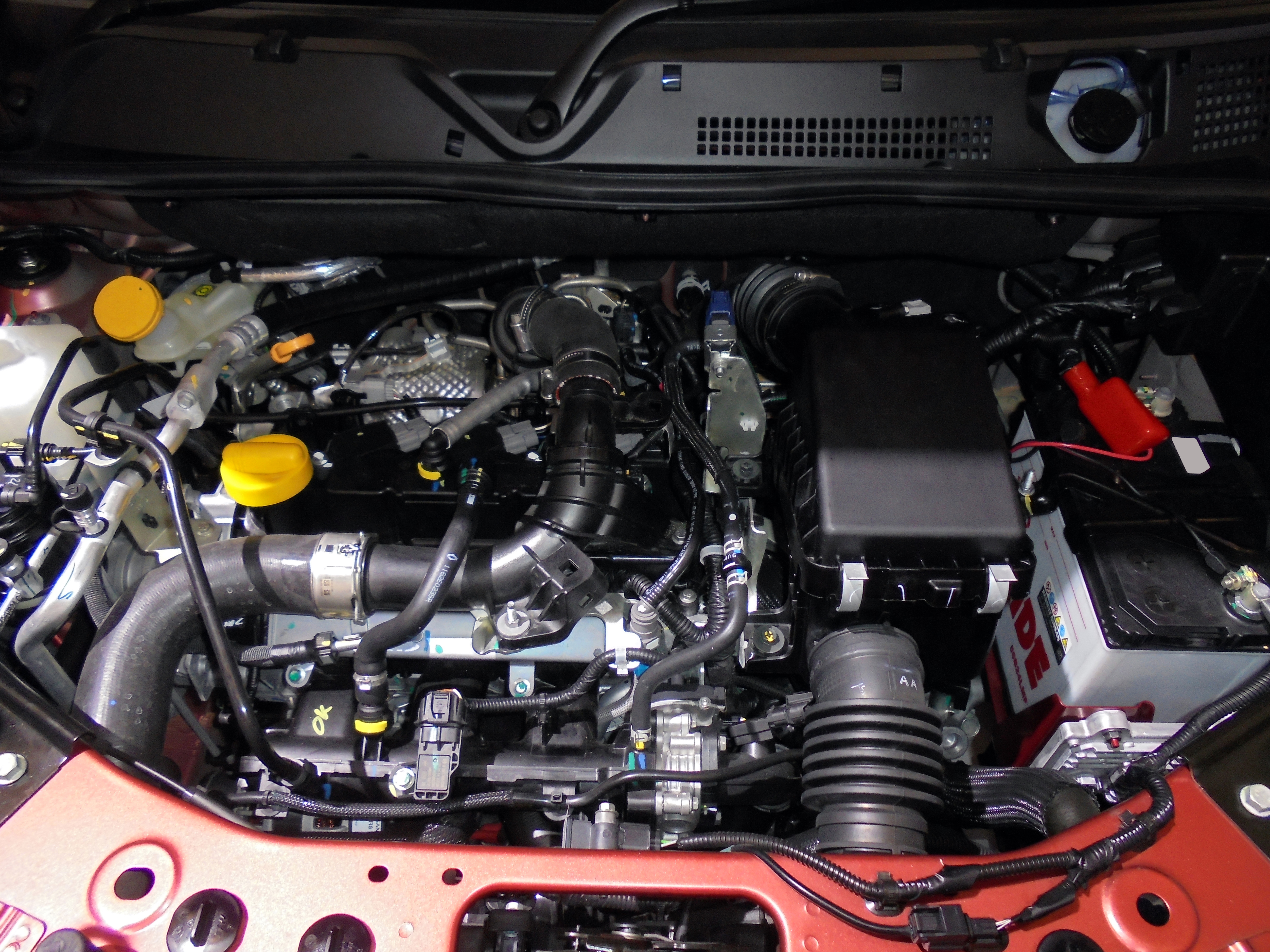
HRA0 на Nissan Magnite
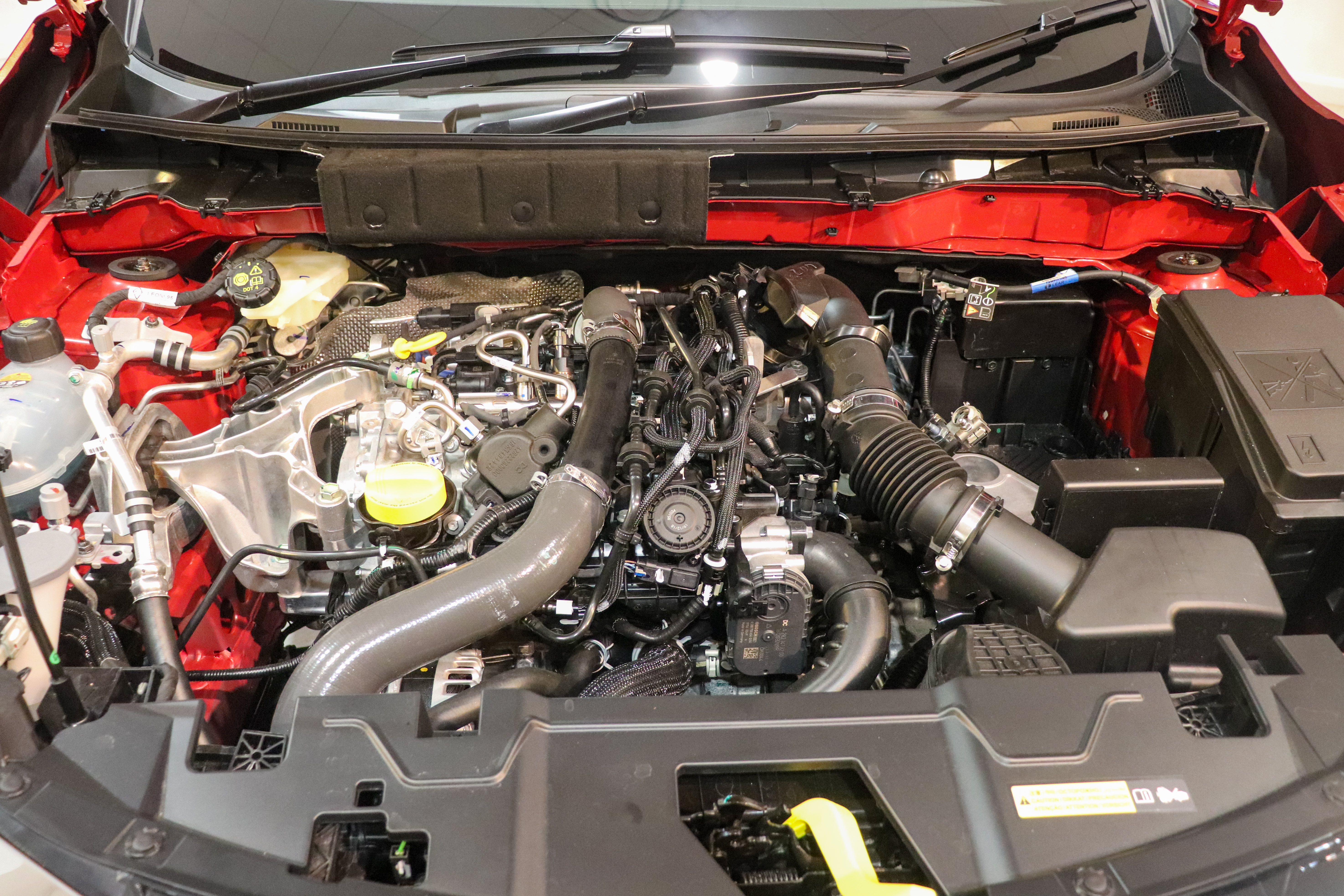
HR10DDT на Nissan Juke